# Kenworth T170
Kenworth T170 — середня вантажівка Class 5, що виготовлялась компанією Kenworth у 2008—2021 роках у конфігурації 4×2 з повною масою автомобіля (GVWR) до 19 500 фунтів. Стандартні характеристики включають: двигун PACCAR PX-6 потужністю 200 к.с., крутний момент у 520 фут-фунтів, передню вісь — 8000 фунтів, задню вісь — 11 500 фунтів, гідравлічні гальма, шасі з низькою висотою рами з колесами та шинами 19,5 дюймів, дверні замки з електроприводом, електричні склопідйомники з боку пасажира (опціонально з боку водія) і двері Kenworth DayLite з правим вікном на базі Peterbilt 325, що робить автомобіль ідеальним для озеленення, муніципальних послуг, доставки посилок та багато іншого.

## Kenworth T270
Kenworth T270 — вантажний автомобіль Class 6 з повною масою 26 000 фунтів, що виготовлявся у 2008—2021 роках.

## Kenworth T180/T280
У 2021 році представлені середні вантажівки Kenworth T180 і T280, що прийшли на заміну відповідно Kenworth Т170 і Т270.

## Двигуни
Kenworth T170/T270
- 6.7 л PACCAR PX-7 200 к.с.
- 6.7 л PACCAR PX-7 220—360 к.с.
- 8.9 л PACCAR PX-9 260—380 к.с.

Kenworth T180/T280
- 6.7 л PACCAR PX-7 200—360 к.с.
- 8.9 л PACCAR PX-9 260—450 к.с.
- 8.9 л Cummins L9N 250—320 к.с.